# Donovan McNabb
Donovan Jamal McNabb (født 25. november 1976 i Chicago, Illinois, USA) er en tidligere amerikansk footballspiller, der spillede i NFL som quarterback. Han er bedst husket for sine mange år hos Philadelphia Eagles, men repræsenterede også Washington Redskins og Minnesota Vikings.
McNabbs bedste sæson for Eagles endte med en plads i Super Bowl i 2005. Her måtte holdet dog se sig besejret af New England Patriots. McNabb blev fem år i træk, fra 2000 til 2004 udvalgt til ligaens All-Star kamp, Pro Bowl.